# Harthill (Yorkshire du Sud)
Pour les articles homonymes, voir Harthill.
Harthill est un village et une paroisse civile du Yorkshire du Sud, en Angleterre.